# Dylan Sprouse
Dylan Thomas Sprouse (* 4. srpna 1992 Arezzo, Toskánsko, Itálie) je americký herec. Se svým bratrem, dvojčetem Colem Sprousem se proslavili díky roli Codyho a Zacka v seriálu stanice Disney Channel Sladký život Zacka a Codyho a jeho spin-offu Sladký život na moři.

## Životopis
Narodil se v malé nemocnici nazvané Clinica Tanganelli v Arezzu v Itálii americkým rodičům Matthewovi Sprouseovi a Melanie Wright, zatímco oba učili anglický jazyk na škole v Toskánsku. Dylan byl pojmenován po britském básníkovi Dylanovi Thomasovi. Dylan je o patnáct minut starší než Cole. Mají německé kořeny. Do Spojených států se rodina přestěhovala čtyři měsíce po jejich narození.
Od roku 2018 je jeho přítelkyní maďarská modelka Barbara Palvin.
V newyorském Williamsburgu provozuje společnost All-Wise Meadery zaměřenou na výrobu medoviny a od svých patnácti let je heathen – vyznavač germánského pohanství.

## Herectví
Bratři začali s herectvím v osmi měsících, díky jejich babičce Jonine Booth Wright, která učila drama a sama byla herečkou. Poprvé se zahráli v reklamě na plenky. Jako většina dvojčat, nejdříve hráli oba dva jednu a tu samou roli, a to kvůli kalifornskému zákonu, který omezoval počet odpracovaných hodin na natáčení pro dítě.
Obsazení dvojčat do stejné postavy umožňuje více času natáčení. V osmi měsících hráli roli Patricka Kellyho v ABC seriálu Grace v jednom kole. V roce 1999 si zahráli první velkou roli ve filmu Velký táta, ve kterém sdíleli roli Juliana, kterého si adoptuje postava, kterou hrál Adam Sandler. Za roli byli nominováni na několik ocenění, přesto, že film nebyl zrovna uznávaný kritiky. Ten samý rok si také zahráli menší roli v thrilleru Astronautova žena. Oba si zahráli v rodinných filmech Viděl jsem maminku líbat Santa Clause a Just For Kicks.
V březnu 2005 měl na stanici Disney Channel premiéru seriál Sladký život Zacka a Codyho, ve kterém hrají hlavní role. Roli Jeremiaha si zahráli v nezávislém filmu Srdce je zrádná děvka. V roce 2007 hrály ve filmu A Modern Twain Story: The Prince and the Pauper. Své hlasy propůjčili do filmu Vánoce v ohrožení. Oba si zahráli ve filmu The Kings of Appletown. Snímek měl premiéru 12. prosince 2009. V roce 2009 se také stali tváří značky Danone, která prodává jogurty pro děti.
Během let 2011 až 2015 navštěvovali Newyorskou univerzitu. V srpnu 2019 bylo potvrzeno, že získal roli Trevora ve filmu After: Přiznání.

## Filmografie

### Film
| Rok  | Název                                           | Role                      | Poznámky            |
| ---- | ----------------------------------------------- | ------------------------- | ------------------- |
| 1999 | Velký táta                                      | Julian McGrath            |                     |
| 1999 | Astronautova žena                               | dvojče                    |                     |
| 2001 | Deník sexuálních obětí                          | Sammy Jr.                 |                     |
| 2001 | Viděl jsem maminku líbat Santa Clause           | Justin Carver             |                     |
| 2002 | Pán převleků                                    | mladý Pistachio Disguisey |                     |
| 2002 | Osm bláznivých večerů                           | KB Toys voják (hlas)      |                     |
| 2003 | Apple Jack                                      | Jack Pyne                 | krátkometrážní film |
| 2003 | Just for Kicks                                  | Dylan Martin              |                     |
| 2004 | Srdce je zrádná děvka                           | starší Jeremiah           |                     |
| 2005 | Piggy Banks                                     | mladý John                |                     |
| 2006 | Vánoce v ohrožení                               | dítě (hlas)               |                     |
| 2007 | A Modern Twain Story: The Prince and the Pauper | Eddie Tudor               |                     |
| 2008 | The Kings of Appletown                          | Clayton                   |                     |
| 2010 | Kung Fu Magoo                                   | Brad Landry               |                     |
| 2017 | That High and Lonesome Sound                    |                           | krátkometrážní film |
| 2017 | Dismissed                                       | Lucas Ward                |                     |
| 2018 | Carte Blanche                                   | Gideon Blake              | nezávislý film      |
| 2018 | Daddy                                           | Paul                      | krátkometrážní film |
| 2019 | Turandot                                        | Calaf                     |                     |
| 2020 | Banana Split                                    | Nick                      |                     |
| 2020 | After: Přiznání                                 | Trevor Matthews           |                     |
| 2020 | Tyger Tyger                                     | Luke                      |                     |

### Televize
| Rok       | Název                       | Role          | Poznámky                                    |
| --------- | --------------------------- | ------------- | ------------------------------------------- |
| 1993–1998 | Grace v jednom kole         | Patrick Kelly | hlavní role                                 |
| 1998      | Mad TV                      | dítě          | 2 díly                                      |
| 2001      | Noční můry                  | Buddy         | díl: „Scareful What You Wish For“           |
| 2001      | Zlatá sedmdesátá            | Billy         | díl: „Ericova deprese“                      |
| 2005–2008 | Sladký život Zacka a Codyho | Zack Martin   | hlavní role                                 |
| 2006      | Vladařova nová škola        | Zim (hlas)    | díl: „Oops, All Doodles/Chipmunky Business“ |
| 2006      | That's So Raven             | Zack Martin   | díl: „Checkin' Out“                         |
| 2008      | According to Jim            | sám sebe      | díl: „I Drink Your Milkshake“               |
| 2008–2011 | Sladký život na moři        | Zack Martin   | hlavní role                                 |
| 2009      | Kouzelníci z Waverly        | Zack Martin   | díl: „Cast-Away (To Another Show)“          |
| 2009      | Hannah Montana              | Zack Martin   | díl: „Super(stitious) Girl“                 |
| 2010      | Jsem v kapele               | Zack Martin   | díl: „Weasels on Deck“                      |
| 2011      | Sladký život – Film         | Zack Martin   | TV film                                     |
| 2012      | So Random!                  | sám sebe      | díl: „Cole and Dylan Sprouse“               |

### Hudební videa
| Rok  | Název             | Umělec         | Poznámky |
| ---- | ----------------- | -------------- | -------- |
| 2018 | „Consequences“    | Camila Cabello |          |
| 2019 | „Think About You“ | Kygo           |          |

### Videohry
| Rok  | Název                   | Role       | Poznámky |
| ---- | ----------------------- | ---------- | -------- |
| 2018 | Total War: Warhammer II | Alith Anar |          |
| 2020 | Kingdom Hearts III      | Yozora     |          |